# Thu hải đường xiêm
Thu hải đường xiêm (danh pháp: Begonia siamensis) là một loài thực vật có hoa trong họ Thu hải đường. Loài này được Gagnep. miêu tả khoa học đầu tiên năm 1919.